# 10096 Colleenohare
A 10096 Colleenohare (ideiglenes jelöléssel (10096) 1991 RK5) a Naprendszer kisbolygóövében található aszteroida. Henry Holt fedezte fel 1991. szeptember 13-án.

## Kapcsolódó szócikk
- Kisbolygók listája (10001–10500)